# جون رودريغيز (لاعب كرة قاعدة)
جون رودريغيز (بالإنجليزية: John Rodriguez)‏ هو لاعب كرة قاعدة أمريكي، ولد في 20 يناير 1978 في نيويورك في الولايات المتحدة.

## وصلات خارجية
- جون رودريغيز على موقع دوري كرة القاعدة الرئيسي (الإنجليزية)
- جون رودريغيز على موقعبيزبول رفرنس.كوم (الدوري الرئيسي) (الإنجليزية)
- جون رودريغيز على موقعبيزبول رفرنس.كوم (الدوري الثانوي) (الإنجليزية)
- جون رودريغيز على موقع إي إس بي إن.كوم (أم.أل.بي) (الإنجليزية)
- جون رودريغيز على موقع مشجعي الرسوم البيانية (الإنجليزية)